# 开封犹太人
开封犹太人是记录保存最完整的古代中国犹太社群之一。他们居住在河南开封。中国古代称呼他们为蓝帽回回、朮忽回回等，存在時間從宋朝一直到清末。在中国的多民族政策上，被當成是中東民族一部份，被划分为回族或未识别的中國少數民族，但近来有些开封犹太人提议为中国犹太後裔正名。

## 历史渊源
根据西方近代历史记载，在开封明朝時期已經發現有犹太人社群及犹太会堂，而且至少自宋朝生活至19世纪晚期。有些报告认为，他们事实上自9世纪晚期就开始定居于开封，即唐朝的時候已定居。
他们在开封自称「一赐乐业」教徒，此稱號乃由金世宗完顏褎封賜，亦有人認為是以色列（Israel）的音译；除此外，至少在清代中期时还有“古教”“天教”等自称。而周围的中国百姓出于对其宗教了解甚少而称其为「挑筋教」，源自宰杀牛羊时，有剔除脚筋这一生活习惯（相传犹太人祖先雅各与天使角力时，大腿扭伤，故以此习俗紀念祖宗）。或者称「蓝帽回回」、「天竺教」等。朮忽回回一名是漢人聽到欽察突厥人稱呼猶太人後產生的，因為猶太人在阿拉伯語、波斯語中稱yahud；欽察人有把i、y音讀成j音的習慣，因此有朮忽回回一字。
据康熙年间的西方考古学家对犹太人的访问，他们自称是本雅明、肋未及犹大等宗派的子孙。

### 到達時間
犹太人到达中国的最早年代，历来有周代及以前，汉代、唐代及宋代等学说。考慮到羅馬滅以色列時間以及公元前後就有猶太人因戰亂出走，故大致上可以推斷兩批時間點。
汉代到達说的根据有：
- 开封犹太寺庙碑文。
- 《中国丛报》说犹太人在汉明帝时由西域入中国。[4]

持唐代学说者列举了以下根据：
1. 英国考古学家在新疆丹丹乌里克发现一希伯来文书，被定为8世纪商业函件；
2. 法国考古学家伯希和在敦煌千佛洞发现一份犹太教祷文，据鉴定亦为8世纪遗物。
3. 10世纪阿拉伯旅游家阿布·赛义德·哈桑在《中国印度记闻录》中提到874—901年所爆发的黃巢之亂曾在攻入广州城时，杀死伊斯兰教徒、犹太教徒、拜火教徒等12万人。

### 開封為主的社群
尽管有部分习俗和居民外貌而表明杭州、广州、北京、宁夏、泉州、洛阳、敦煌、长安、新疆、西藏等地古代也可推论確实有犹太人小社群之存在，但是直至目前为止，比較有描述且影响最大的唯有开封犹太人社群保持。

## 在宋朝的待遇

### 遷居至東亞
据推测，开封犹太人的先祖可能来自可薩汗國，或者途经印度和緬甸北部。在被儒家文化所主导的社會中，这个民族和宗教信仰能持續存在700多年，與漢族和諧共處最後融合，不只是中国历史上，也是几千年都與外族保持距離的犹太文明史上一个非常独特的现象。一些假設認為，有猶漢文化的相似性、姻親的需求、經濟因素促成這些猶太人選擇在中國落葉歸根。
据记载，犹太人在中國受到不錯待遇，曾向宋朝进贡西洋布，深得皇帝欢喜，于是诏其「归我中夏，遵守祖风，留遗汴梁」。意思是讓這個族群的猶太人，不單可以留在開封城，更可以繼續信奉他們自己的信仰。這份尊重，對這群於當時處於流浪狀態的猶太人而言非常重要。因此，他們決定在開封落地生根，亦接受十七個漢人姓氏，分別是李、俺、艾、高、穆、趙、金、周、張、石、黃、李、聶、金、張、左、白。在这个高度民族融合的国家里，开封犹太人没有遭到任何歧视，很自然地开始参加中国的科举考试，有很多人成了官员。例如因“奏闻有功，钦赐赵姓”的俺诚医士，《尊崇道经寺记》碑的撰文人，后来历任广东参政的扬州进士左唐。清康熙年間福建漳南道按察司僉司趙映乘也是猶太人。

## 明朝西方教士發現

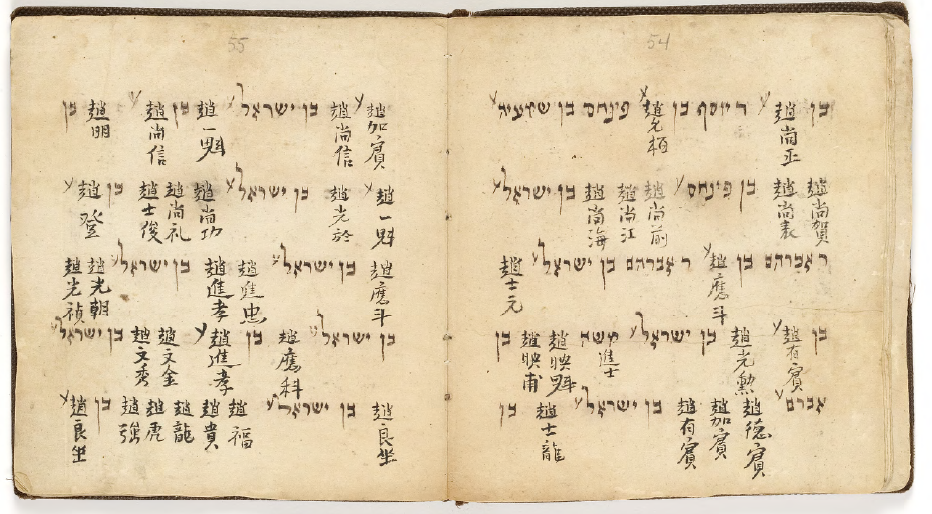
一本明代的开封犹太人名册，用汉字和希伯来字母写成

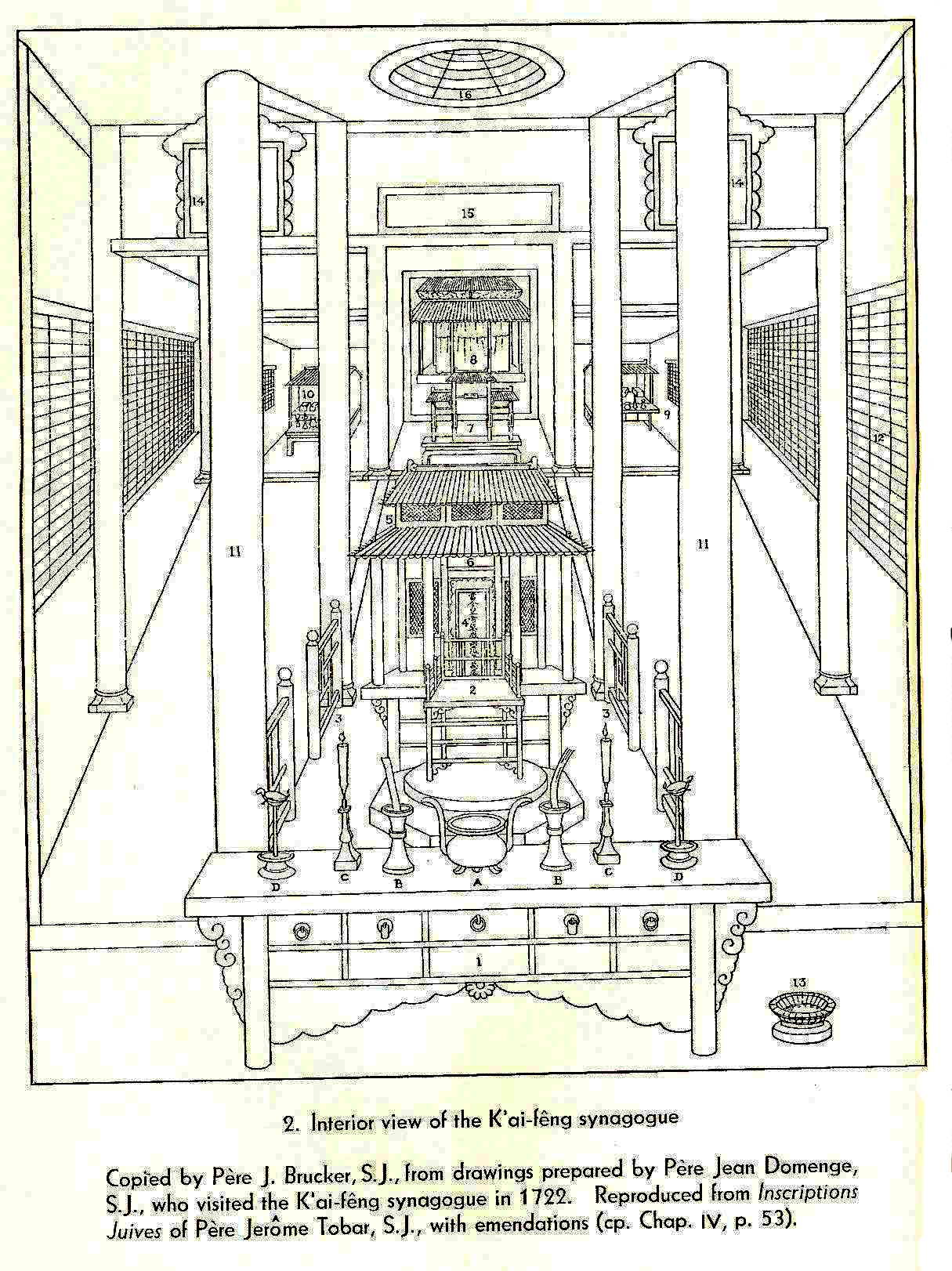
开封犹太会堂的内部，转绘自1722年法国耶稣会传教士孟正气的记录

### 猶太人在漢地同居
犹太社會與漢族社會沒有太大衝突，而不是像在其他國家般自成一國特立獨行，因為情況與西方大大不同，故在中国的存在很平靜，一直不为外界與本地人所知，紀錄不會特別指出，一直到16世纪初利玛窦偶然遇到了一个开封犹太人。自此开始了欧洲人（主要是传教士）对在中國的犹太人的好奇，並成為主要文獻。
明代以後利玛窦來華時就提到，于1605年接待了一个声称相信上帝是唯一主宰的年轻的中国犹太人艾田。记录上说当他看到一个基督教图片上的玛利亚和幼年耶稣时，他认为那是利百加（Rebecca）和以扫（Esau）或者雅各（Jacob）。艾田對教士表示，他来自开封，並稱那里有许多犹太人居住。利玛窦出于找寻更古老版本《圣经》的目的，委派了一个中国耶稣会士探访了开封，發現了確實有猶太人在中國；尔后陆续有其他耶稣会士也探访了开封進一步視察。随后又发现那里的犹太社群甚至還有一个犹太会堂——礼拜寺(後幾次毀於洪水)，拥有大量文字材料和希伯來经书。其中经书后来多半被西方传教士购走，故雖然記載有購買的紀錄，唯此後文物流散不知所蹤。而且漸漸的融合中，也發現堅持中東教義的人已不多，一个20世纪早期的天主教研究者指出，利玛窦的手稿显示：16世纪晚期至17世纪早期，开封只有十到十二户可以明確辨認出的犹太家庭，据说他们在那里居住了5、6百年时间。但手稿上也说有大量犹太人血統者，數量在約兩千以上，有些還居住在杭州（杭州亦曾是南宋的首都）。

## 滿清时期的逐漸融合

### 受到同化與衝擊
除了其历史悠久，开封犹太人还有其它显著特征：他们虽然跟中国以外的犹太后裔没有任何联系是孤立地存在，仍然将犹太的传统保留了数百年。不管怎样，他们虽然没有遭到中国人的歧视和迫害，且是逐渐被同化了，但到了17世纪，这种同化加剧了。结果导致了犹太人信仰和礼仪习俗、社会和语言传统上的改变，同样变化的还有他们开始了与其他民族例如汉族、回族和满族的大范围的通婚。
1642年（崇祯十五年），犹太会堂被李自成所攻取，开封因人为的黄河决口所冲毁。「汴没而寺因以废，寺废而经亦荡于洪波巨流之中。教众获北渡者仅二百余家，流离河朔。」 其后虽然幸存的犹太人陆续返回，并重建了会堂，重修了经书，但是社区显然已经元气大伤。

### 康熙年间犹太社区状况
当时只有开封才有一座会堂。根据法国天主教传教士骆保禄（Jean Paul Gozani）神父在1704年（康熙四十三年）左右的实地探访，当时开封犹太会堂更偏向于古时圣殿的布置，寺中遍悬中文或希伯来文的牌匾。会堂整体坐东朝西，因而当时人祈祷诵经也转身向西（即耶路撒冷的方向）。会堂分为三个部分：中部设有香案、梅瑟宝座、万岁牌（写着皇帝的名号，祈求长生的牌位，因底部书“万岁万万岁”故云此名）及经龛，因而中部就是行礼的地方；而剩下两部分则是专门供人祈祷及诵经所用。
寺内有“天堂”（至圣所），只有掌教方可进入。殿中横列案桌，上面放着十三座经龛，方形布置。以绸缎帷幕遮罩，里面供奉着《梅瑟五经》；其中十二座龛象征着以色列十二支派，中间一座象征梅瑟。十三部经书为卷轴，写在裱了好几层的纸上，除了最尊敬的一部系最古老的一部外都没有正音标点，首尾相连而写，分卷处有一行空白。最古老的一部高约二尺，字迹模糊，字母上有正音标点，而字母下则无。其余十二部皆为犹太人后面自己修订，字迹明晰。天堂旁还有一些箱子，里面装着多本教律和其他经书；这些经书都是希伯来文，均有正音标点，大多陈旧破碎，但是箱子本身却金碧辉煌。天堂正中悬挂一个希伯来文金字匾。译文：“上主你们的天主是万神之神，万主之主，伟大、有力、可畏的天主。”（申10：17）天堂的后侧，还挂着两大漆板，是金字排成的教律。
礼拜寺正中高踞着华丽宝座，上面覆盖绣褥，象征着梅瑟宝座，每到礼拜六和瞻礼日，都会将经典放到上面诵读。诵读时，读者用薄纱蒙面，旁边有一提诵人，再往后数步有一满喇（moula），为了矫正提诵人可能的错误。念诵时不穿祭服，不穿鞋，头顶蓝帽。于帐幕瞻礼日时，教民恭迎经书，绕行一周；而拿着经书的人则披一块红色绢布，遮住右肩露出左肩（类似托加）。座后放着万岁牌。万岁牌上悬挂着一个希伯来文金字匾，译文：“以色列！你要听：上主我们的天主，是唯一的上主。祂的名是有福的！祂的荣光世世无尽！”（申6：4，后两句话是犹太教常用祷文。）寺中没有图像或偶像。
礼拜寺外有另一座房间，是用来敬礼圣人及伟人的地方。屋内摆满香炉，其中最大一座香炉是为了敬礼亚巴郎，其次是依撒格、雅各伯、若苏厄、厄斯德拉等人。另外，族中以前当过达官显贵者，会有一个上面写着品秩及姓名的标牌，放到对应的香炉上。除此之外，室内没有牌位或者画像。
礼拜寺外有一座牌坊，上面有康熙御笔“敬天”二字。
此时，开封的犹太人如同汉人一样，到文庙祭孔、祭祖；不过祭祖时不用猪肉，而是用其他食物以及焚香跪拜来祭祀。对犹太人自己的神，他们称之为“天”“上天”“上帝”“造万物者”“造物主宰”等；称耶和华为“华笃一”（Hotoi）。当天主教传教士给他们看《圣经》后面附录的希伯来文篇名时，他们可以认出。用所藏经书对比《创世纪》从亚当到诺厄一段后，发现情节基本相同。他们称梅瑟五经篇名分别为：勃唻齐脱、完来率麻刷、怀克啦、怀大皮㖇、哀来哈特排啉，共五十三卷；其中《创世纪》12卷、《出谷记》11卷，其余三篇各10卷。其他古经有：《若苏厄书》，残缺不全的《民长纪》、《撒慕尔纪》，中间缺损的《列王纪》后两卷，残存的《圣咏集》、，全本的《依撒意亚》和《耶肋米亚》，残存第一章数节的《达尼尔》，残缺不全的《约纳》、《米该亚》、《哈巴谷》、《匝加利亚》，零落不全的《厄斯德拉》和《艾斯德尔传》，《玛加伯上》、《玛加伯下》等。此外还有若干所谓礼拜经，尺寸如中国书本，有五十卷或五十二卷，均为从经书中摘录的。他们还印了一本中文小书，基本是教理，用于呈献官府、避免教难用。
此时的犹太人仍然保留着古经上记载的几种礼仪，如割礼、巴斯卦羔羊晚餐、安息日以及其他瞻礼日。同时，在一年之中有一天，要聚集在礼拜寺，痛哭流涕。他们对艾斯德尔极为敬重，称之为祖母，对摩尔德开也极为敬重，将此二人视为以色列的救主。他们自称于汉代进入中国，当时只剩下城内赵、金、石、高、张、李、艾七姓。七姓中自相联姻，不与回族通婚。语言方面，大体仍然能使用希伯来文。在经书解释方面，还有历代司教首（拉比）传下来的圣祝，也一同供奉为礼仪及法典。每当帐幕瞻礼日，要制作一批新的竹笔和墨，用以书写经文，但用中国产的纸。书写时不染矾水，从而可以正反两面写。

### 受战火天灾波及而衰落
1841年（道光二十一年），当黄河再次决口时，会堂被拆毁护城，尔后再也未能修复。
19世纪中期之后，随着最后一任犹太教祭司的卸任，开封犹太人逐渐淡漠了犹太教信仰，几乎在同时，一些基督教宗教团体和犹太教宗教团体也开始致力于援助中国犹太人的事业，主要來自西方國家。但中国犹太人在1850年代的太平天国之乱中，饱受磨难，并且被驱散，结果犹太宗教生活和犹太人的自身身份认同就快要终结了。

## 近代的情況

### 援助中国犹太人协会
1852年，對此，美国的犹太人曾组织了一个中国犹太人救援委员会，旨在帮助开封犹太人重拾犹太教信仰，但由于委员会成立不久后，美国爆发内战，救援委员会的活动因此被迫完全停止，之后也不了了之，据美国的1912年的百科全书记载，太平天国之乱过后，他们雖一度又回到了开封，同时数量上继续减少且处境艰难，随着开封犹太社团的最后一个拉比的去世，教众中不再有人认识希伯来语了。
1899年12月，上海徐家汇的罗马天主教耶稣会在开封收购到一批犹太人后裔卖出的希伯来文经卷，这些经卷引起了耶稣会援助开封犹太人的兴趣。1900年5月，中国犹太人援助会在上海成立。1901年，开封犹太人李金诚携子来到上海向中国犹太人援助会介绍了开封犹太后裔社区的情况；1902年3月10日，李金城又带领七名开封犹太人来到上海，中国犹太人援助会帮助他们在上海的犹太人组织中谋到职位，并希望帮助他们恢复犹太教信仰；1903年，中国犹太人援助会正式开始讨论派遣传教团到开封的事宜，但传教团始终没有成行，直到1914年开封犹太社区将犹太会堂的地契出售给加拿大圣公会，中国犹太人援助会看到恢复开封犹太人信仰的希望不复存在，遂停止活动。

## 中国古代对开封犹太人及其宗教的称呼
犹太人：「朮忽」、「竹忽」、「主吾」、「主鹘」、「朱乎得」、「祝虎」、「珠赫」等。
犹太教：「一赐乐业教」、「天竺教」、「挑筋教」、「古教」、「旧教」、「教经教」、「七姓回子」、「青回回」、「蓝帽回回」、「回回古教」。

## 开封犹太人遗迹
- 《重建清真寺记碑》明弘治二年

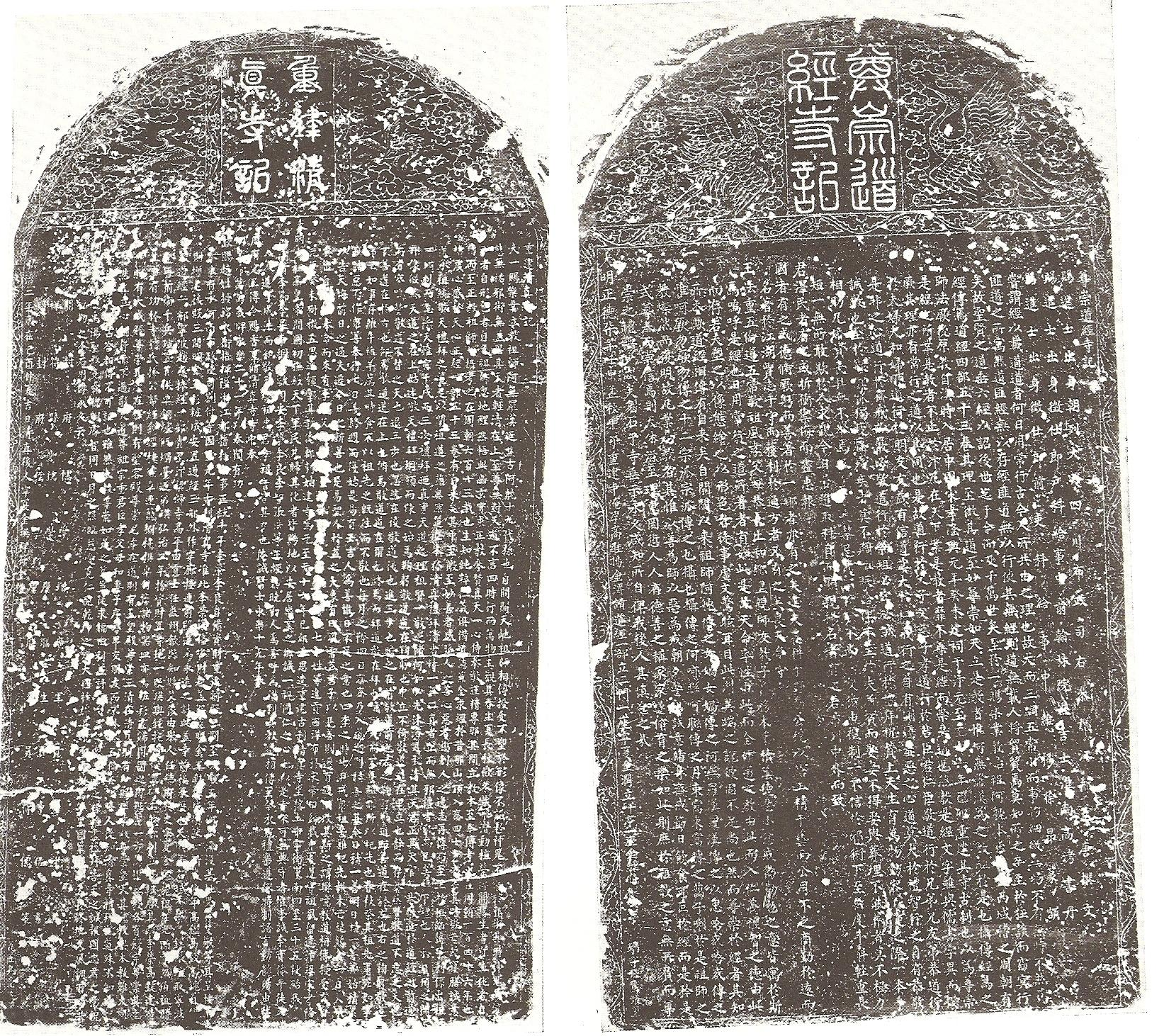
明代石碑拓本

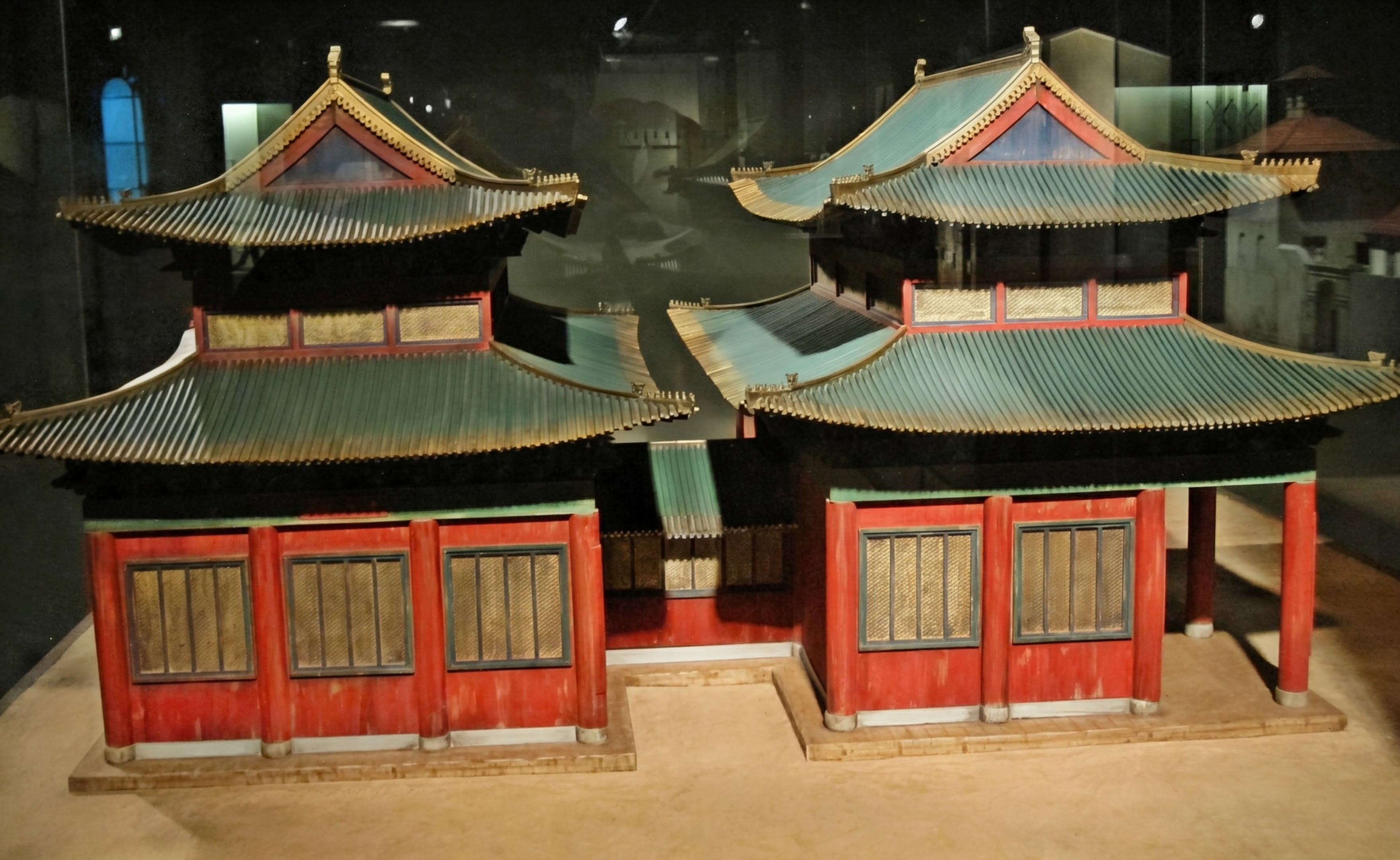
开封教堂复原模型
以色列大流散博物馆

《重建清真寺记》之文曰：“夫一赐乐业立教祖师阿无罗汉，乃盘古阿耽十九代孙也。自开辟天地，祖师相传授受，不塑于形像，不诏于神鬼，不信于邪术......教道相传，授受有自来矣。出自天竺，奉命而来。有李、俺、艾、高、穆、赵、金、周、张、石、黄、李、聂、金、张、左、白七十姓等，进贡西洋布于宋，帝曰：归我中夏，遵守祖风，留遗汴梁。”其中七十姓或疑为十七姓之讹，而且只能理解为「家庭」或「家族」。因为所列十七姓中，金，李，张都有重复。
- 《尊崇道经寺记碑》明正德七年

《尊崇道经寺记》之文曰：“赐进士出身朝列大夫四川布政司右参议江都左唐撰文......至于一赐乐业教，始祖阿耽......刻石于寺，垂示永久，成知所自，俾我后人其慎念之哉。”
- 《祠堂述古碑记》清康熙十八年
- 南教经胡同
- 北教经胡同

## 开封犹太人研究史

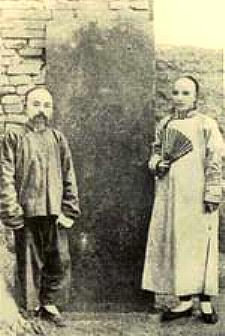
1907年《国家地理杂志》中的开封犹太人照片

以前除了利玛窦等西方教士會注意到這個族群之外，一直到20世纪早期中国人几乎不知道犹太人在中国的存在，虽然他们存在了700多年。
1850年，香港主教施美夫（George Smith）派遣两名华人基督教徒到开封访问了开封府犹太人，找到一些手稿和抄本。上海伦敦会传教士伟烈亚力根据这些材料在1863年写出《中国的犹太人》一文。伟烈亚力说，十九世纪中叶，开封的犹太人被称为“挑筋子”。
20世纪早期居住在上海的欧洲犹太人据说也曾试图研究开封犹太人，但所获甚微，因为这个所谓犹太族群经过近千年汉化过程，其语言，外貌特征，习俗已于汉族并无二异，完全无法考据。不過伴随着这个时期中国知识分子对西方文化的兴趣的不断增加，犹太人和犹太教的存在，才开始被中国学者意识到。到1949年中华人民共和国建立时这个主题已经逐渐发展成了一个单独的研究领域。可是從前，中国大陸对犹太和犹太教的研究一直处于停滞状态，直到1980年代政治经济改革才开始。
1992年中华人民共和国与以色列建立外交关系促进了这个领域的研究。通过对纳粹时代上海25000名犹太难民的经历的重新评估使中国犹太人的研究得到了全世界的注意。
2002年3月，位于开封的河南大学成立“河南大学犹太研究所”，以近距离研究开封犹太人，并借以促进犹太历史、文化研究在中国的发展。

#### 近期研究的其他觀點
近几年，对开封犹太人的历史和文化的研究不仅局限在中国，其他国家也是一样。可以预期将来对其它相关题目学术兴趣势必会不断增加。曾有文章提到，虽然准确性有待考证，开封犹太人在相貌上可以分辨岀跟其他非犹太邻居的不同。
于朋完全不赞成被多数中国学者认同的开封犹太人宋代来华的观点。陈长琦和魏千志根据《宋史》中“咸平元年春正月……辛巳，僧『你尾尼』等自西天来朝，称七年始达。”的记载认定开封犹太人定居中国的时间为公元998年。这段记载与开封犹太人自“西天”来华进贡西洋布的说法有一定相似性。陈长琦甚至认为僧「你尾尼」不是佛教僧侣而是一位犹太教拉比。张倩红和刘百陆支持了上述说法，确定了犹太人定居开封的时间是公元998年2月20日。然而，于朋发现志磐在《佛祖统纪》中记载了“宋真宗咸平元年…中天竺沙门「你尾抳」等来朝，进佛舍利、梵经菩提树叶、菩提子数珠。”显然，「你尾尼」（沙门「你尾抳」）带来的不是西洋布，他更不是一位犹太教拉比。
于朋认为犹太人是在元代随回回人自波斯来华的，因为中国的史料直到元代才有对犹太人存在的记录。他根据1679碑文（《祠堂述古碑记》）中文字“创地者，吾俺都剌锦衣公始也。复址者，吾参将承基又始也”，指出开封犹太人的“清真寺”始建于1421年，1489（《重建清真寺记》）碑文中的宋代的俺都剌和明代的俺诚（赵诚）是同一个人。另根据《守汴日志》（Diary of the Defence of Pien）中一段对于开封李氏家族的记述，于朋判断犹太人定居开封最早的可靠时间为明代洪武初年（1368–98）。他认为明初对色目人的歧视和强制同化政策加速了犹太人的同化进程。

## 今日开封犹太人
开封犹太人均依照其本姓改取汉姓，共分七姓八家，分别为艾姓、赵姓、张姓、石姓、金姓、高姓和两家李姓，在经历了近700年的历史后，张姓和一家李姓湮没，至今在开封附近共有六姓犹太人后裔居住生活。1987年初的统计数字显示，开封市共居住有犹太人后裔六十六户，159人。其中石姓三十一户，64人；李姓十二户，42人；赵姓两户，11人；艾姓十七户，32人；金姓两户，7人；高姓两户，3人。在开封犹太人的七姓八家中，张姓和李姓只与回族通婚，据家谱记载，仅有犹太人嫁闺女给回族人家，而没有回族嫁闺女给犹太人家，这也许是这两姓湮没的原因，而其他六家则与汉族通婚，而在现存的六家犹太人后裔中，没有与回族通婚的记录。
经过长期的通婚，今日开封犹太人已经基本上被完全同化，体貌特征上已经与汉族等中国主要民族没有太大区别，其中很多人仍然坚持自己的犹太身份认同。
在文化上，开封犹太人后裔漢化徹底，放弃了犹太教的信仰，食物方面的禁忌已无人遵守，食用牛羊肉时“挑筋”的习俗很少有人遵守，各姓犹太人后裔均食用猪肉；在犹太人社群中非常重要的割礼在开封犹太人中早已不复存在并无人知晓；现在的开封犹太人后裔均不了解犹太教教义，大部分人不能分辨摩西、大卫和耶稣，所有开封犹太人均不过犹太传统节日，卻都過華人四大節日，其他包括送神日、接神日、中元節、清明扫墓祭祖等风俗均与汉族无异；有记录显示，开封犹太人中有佛教和其他宗教的信徒，1866年还有一名犹太人后裔皈依佛门，法名「本道」。据学者走访调查，石姓开封犹太人是保存犹太人文化习俗最多的一支，石家在饮食上仍然遵守挑筋的规则，在每年春节石家人均依照犹太逾越节的礼制，用毛笔沾鸡血涂抹门楣，并用白水煮羊肉祀祖；石家要求子孙遵奉十誡中的一些戒律和朱子家训，但与其他犹太人后裔一样，石家人对犹太教的基本知识一无所知。
据统计，21世纪初开封有自称犹太人后裔六十六户，约二百人。在1950年代前后，这些家庭大多认同自己为汉族，1980年代以来，随着改革开放，对开封犹太人的民族认同感逐步复苏，有些人開始慶祝起逾越节。赵姓和李姓的一些家庭在进行户口登记时欲将民族改为犹太人或犹太族。他们的民族认同并不被官方承认。按中國官方的立場，开封犹太人在中國并不享受少数民族在升学等方面的諸多优惠，因为他们是已经完全汉化了近千年的外来族裔，如同千年前的匈奴、鮮卑等胡人般早被視為一體，并不能算少数民族。

## 其他条目
- 犹太人在中国
- 中国俄羅斯族
- 中国高山族
- 中国朝鮮族